# Sikhye
El sikhye (también transliterado shikhye o shikeh, y ocasionalmente llamado dansul o gamju) es una bebida dulce de arroz tradicional de Corea, servida habitualmente como postre. Además de sus ingredientes líquidos, el sikhye también contiene granos de arroz cocido, y en algunos casos piñones.

## Preparaciones
El sikhye se hace vertiendo agua malteada sobre el arroz cocido. El agua malteada macera el arroz a 65 °C hasta que aparecen granos de arroz en la superficie. El líquido se retira entonces cuidadosamente, dejando las partes más gruesas, y se hierve hasta conseguir el dulzor necesario (no se añade azúcar a esta receta). A menudo se añade jengibre o azofaifo para obtener un sabor adicional. Se sirve muy frío. 
En Corea del Sur y tiendas coreanas del extranjero se encuentra sikhye preparado en latas o botellas de plástico. Uno de los mayores productores surcoreanos de sikhye es la compañía Vilac de Busán. Cada lata tiene un residuo de arroz hervido en el fondo, lo que resulta atípico entre las bebidas enlatadas. El sikhye casero se sirve a menudo tras una comida en un restaurante coreano.
Hay diversas variantes regionales de sikhye, incluyendo el sikhye de Andong y el yeonyeop sikhye o yeonyeopju, una variedad de sikhye hecho en la provincia de Gangwon. El sikhye de Andong difiera en que también incluye raíces, zanahoria y pimentón. También fermenta varios días, en lugar de uno. Es importante señalar que la textura crujiente de la raíz se mantiene a pesar del proceso de fermentación más largo, ya que una textura blanda indicaría un producto de menor calidad. Mientras el sikhye dulce enlatado o de restaurante se disfruta como bebida de postre, el sikhye de Andong se degusta como digestivo.
El sikhye tiene un sabor muy parecido al de la horchata.